# Campodesmus carbonarius
Campodesmus carbonarius är en mångfotingart som beskrevs av Cook 1896. Campodesmus carbonarius ingår i släktet Campodesmus och familjen Campodesmidae. Inga underarter finns listade i Catalogue of Life.